# Semiarundinaria yashadake
Semiarundinaria yashadake là một loài thực vật có hoa trong họ Hòa thảo. Loài này được (Makino) Makino miêu tả khoa học đầu tiên năm 1928.

## Hình ảnh

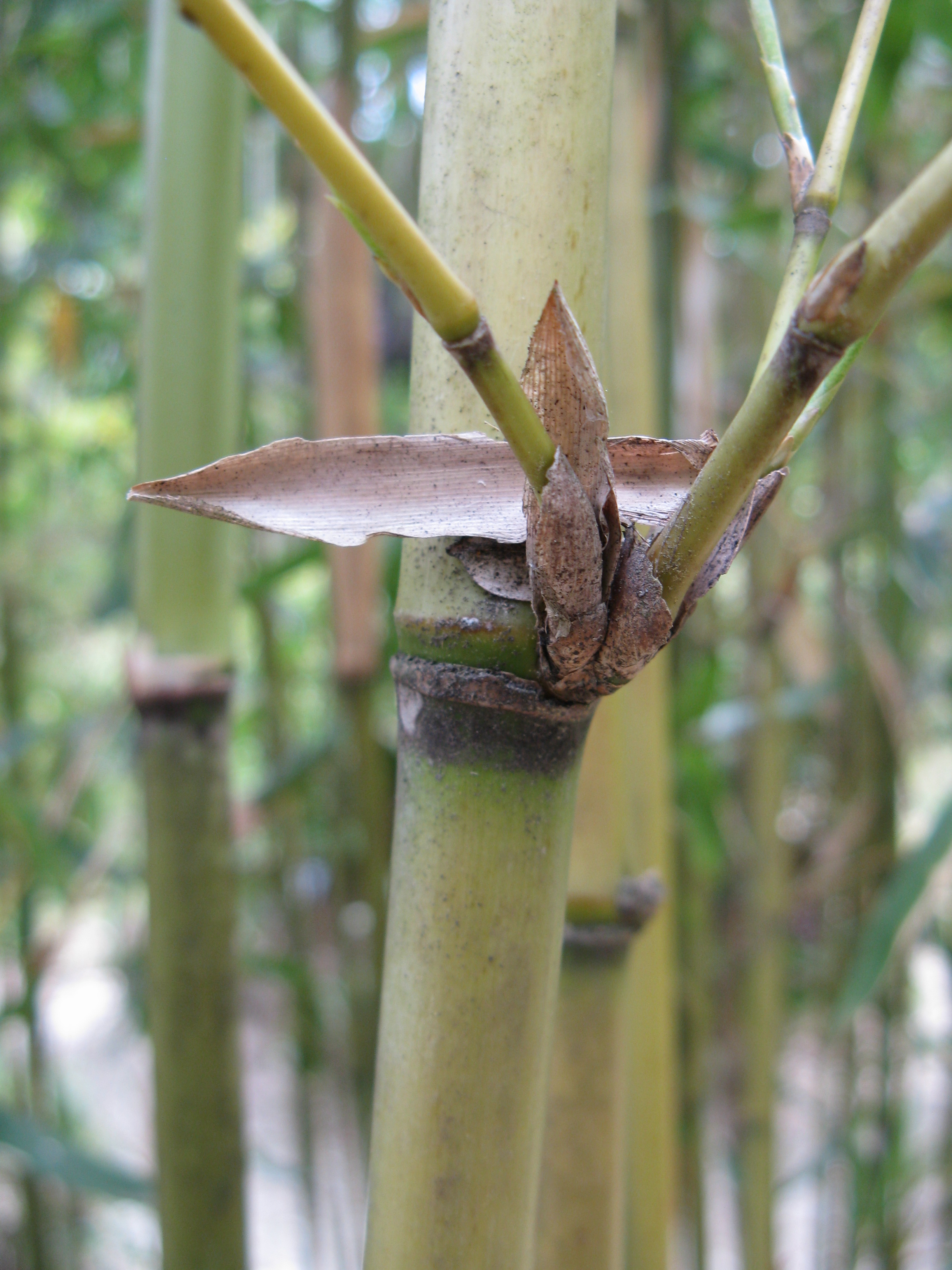
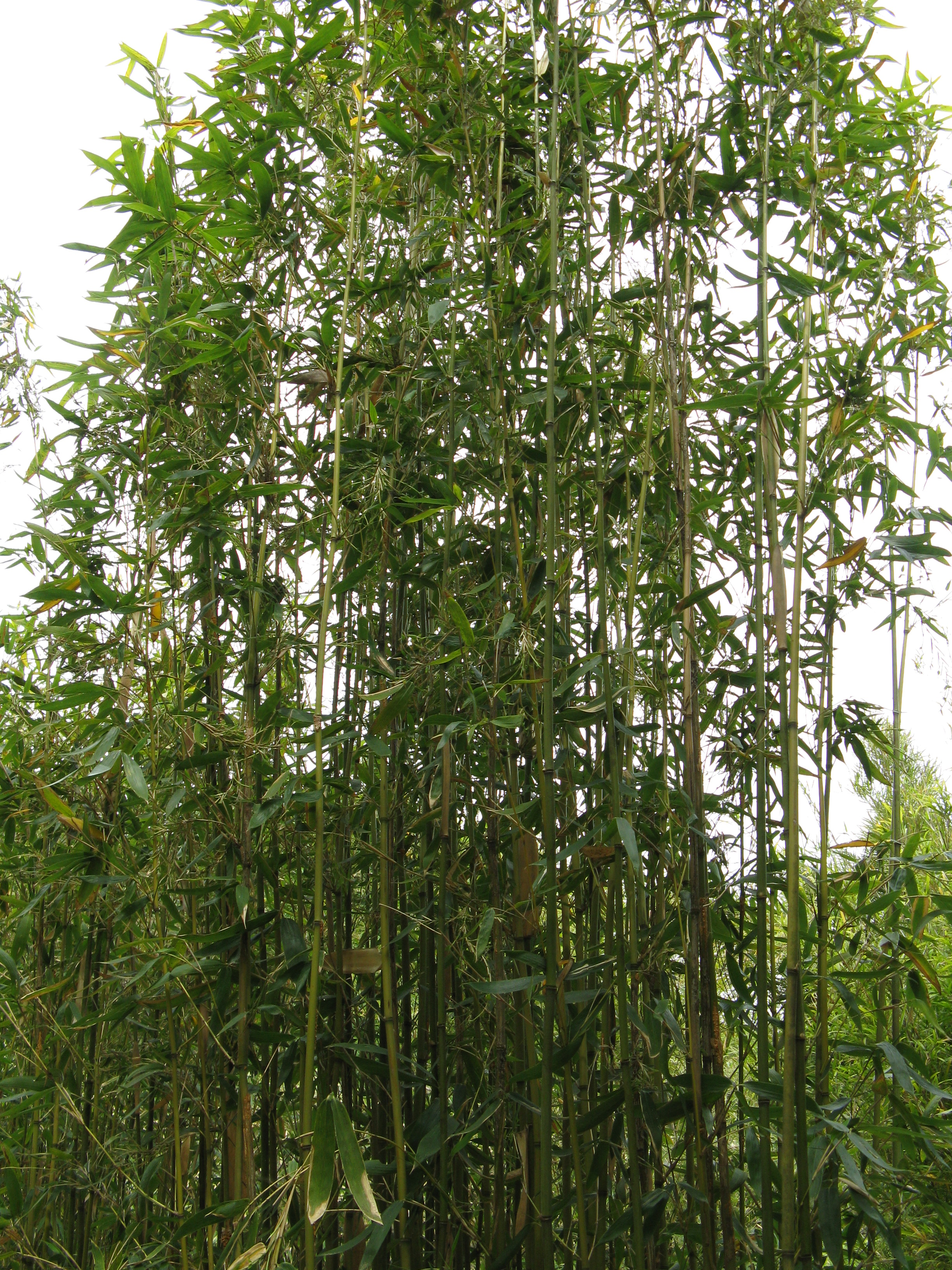